# Cloudy with a Chance of Meatballs
Cloudy with a Chance of Meatballs (literalmente Nublado con probabilidad de albóndigas; titulada Lluvia de albóndigas en España y Lluvia de hamburguesas en Hispanoamérica) es una película de animación 3D, producida por Sony Pictures Animation, distribuida por Columbia Pictures y estrenada en septiembre de 2009, con las voces (en inglés) de Bill Hader, Anna Faris, James Caan y Bruce Campbell. La película está basada en el libro del mismo nombre. En septiembre de 2013 se estrenó una secuela, Cloudy with a Chance of Meatballs 2 y para el 2017 se estrenó una serie basada en este filme, que se establece antes de los acontecimientos del filme.

## Argumento
En Swallow Falls (Isla Bocado en Hispanoamérica, Aldabas de Mar en España), una pequeña isla en el Atlántico, Flint Lockwood es un pequeño que anhela con convertirse en el mejor inventor de todos los tiempos. Desafortunadamente, todos sus inventos tienen un efecto negativo.  
Años después, la isla donde vive está en la crisis porque las Sardinas Baby Brent han cerrado y ellos tienen que comerlas día con día, es como Flint decide construir una máquina que a base de agua pueda crear todo tipo de comida. Sin embargo, sus primeros intentos fracasan y su padre, el pescador Tim Lockwood, lo llama para trabajar en su tienda de pesca, cosa que a Flint no le gusta y quiere que su padre crea en él tal como su madre, quien había muerto diez años atrás por causas desconocidas , lo hacía. 
El mismo día, el alcalde de Swallow Falls anuncia la inauguración de un parque temático de sardinas con el fin de fomentar el turismo. Aprovechando que su padre va a la inauguración, Flint escapa de la tienda y va a la central eléctrica de la ciudad para arreglar su máquina y lograr que su invento funcione. No obstante, el oficial de policía Earl (Elías Devoró en Hispanoamérica), quien tenía un desagrado hacia Flint por considerarlo una mala influencia para su hijo Cal, intenta arrestarlo, pero Flint sale volando con la máquina, la cual finalmente despega al aire, y destruye el parque temático. 
Flint se esconde de todo el pueblo debajo de un muelle de la isla cuando llega Sam Sparks (Sam Chispas en Hispanoamérica), una reportera practicante del clima que había sido enviada a Swallow Falls para la inauguración del parque. Ella nota la presencia de Flint y queda impresionada con sus inventos, por lo que también se entera de la máquina de comida de Flint. En eso, él sale del muelle al ver que cae comida del cielo y, de repente, comienza una lluvia de hamburguesas en la ciudad, lo que causa el asombro y la alegría de todo el pueblo. Flint, motivado por el pueblo y especialmente por Sam, decide seguir con su invento pese a la oposición de su padre, quien pensaba que lo que él hacía usualmente terminaba en desastre. 
Mientras Flint cada día hace más comida de diferente tipo y trae más alegría a la ciudad, también comienza a enamorarse de Sam. En una cita, ella le revela que su personalidad verdadera es muy distinta a la que había tenido todo ese tiempo: Sam también amaba la ciencia y los inventos, pero también era vista como una "nerd". Flint la motiva a mostrarse al mundo tal como es, a pesar de lo que digan los demás.
Por la noche, Flint invita a su padre a cenar en un restaurante sin techo (que permite que la comida de Flint caiga a la mesa), pero queda decepcionado al ver que su invento no hace feliz a su padre. En el regreso a casa, Flint nota que la comida es mucho más grande que antes, por lo que decide analizarla en su laboratorio. En eso, el alcalde llega y le dice a Flint que será el encargado de la reinauguración del pueblo, a la cual vendrá mucha gente de todo el mundo. Flint le informa sobre los alimentos crecidos en vano, pues el alcalde lo hace decidir entre la valoración del pueblo y de Sam o que nadie más lo vuelva a recordar. Finalmente, Flint decide dejar que llueva la comida. 
Al día siguiente, toda Swallow Falls, excepto el padre de Flint, está a la espera de la inauguración del pueblo. Sam le avisa a Flint de las comidas crecidas, pero no le hace caso argumentando que "las porciones más grandes son mejor". En el preciso momento en el que Flint corta la lista de inauguración, comienza una enorme tormenta de comida. Esta termina destruyendo varios sitios de la isla. Flint se da cuenta de que el alcalde esta causando la tormenta y va a detenerlo. En medio de la pelea el alcalde destruye accidentalmente el satélite que permitía conectar con la máquina y el alcalde le dice que ordenó un mega bufet al estilo Las Vegas.
La tormenta sale de control y amenaza al mundo y Flint pierde la esperanza. Sin embargo, su padre lo alienta para arreglar el error y le entrega su bata de laboratorio que perdió en el desastre reciente. Flint gana confianza y coloca el código de bloqueo en una unidad flash USB e inventa el coche volador 2 (el coche volador 1 fue un completo fracaso) para llegar a la máquina y apagarla. Flint, Sam, su camarógrafo Manny (Manolo en España) y Brent, uno de los modelos del alcalde, se dispusieron a salvar el mundo, mientras que el resto de los ciudadanos y turistas, liderados por Elias, trabajan juntos para huir de Swallow Falls.
Al entrar en la estratosfera, se encuentran con la máquina, que está rodeada por una gigantesca albóndiga y que es consciente. La máquina envía alimentos sensibles de su lado para atacarlos. En el caos, Flint pierde el código de bloqueo. Flint llama a su padre para que envíe el código de bloqueo a su teléfono celular. Flint, Sam, y Brent entran en la albóndiga, pero Flint se ve obligado a destruir la máquina solo, mientras Brent acaba con pollos asados sensibles y Sam se enfrenta a una reacción alérgica al maní. Mientras tanto, en la Isla, el alcalde escapa, mientras los ciudadanos y turistas tratan de escapar en botes hechos de mantequilla de maní y mermelada. Cuando cae la última sobra sobre la presa supuestamente indestructible, ésta se derrumba y destruye toda la ciudad. La avalancha cubre el Laboratorio de Flint con Tim, que sigue tratando de enviar el código . Sin embargo, él sobrevive y con éxito hace clic en enviar. Flint se encuentra con la máquina y los atascos del teléfono en el puerto USB. Tim erróneamente le había enviado el documento equivocado, pero Flint triunfa atascando el orificio de extracción de alimentos con sus zapatos en aerosol, destruyéndola totalmente. Sam y Brent escapan de la bola de comida antes de que explote. Vuelven a Swallow Falls (ahora cubierto más que nada por los alimentos). Flint vuelve sano y salvo gracias a las aves rata (un experimento suyo anterior). Tim finalmente muestra su anticipación y el orgullo que siente por Flint y la película termina con Flint y Sam con su primer beso y así termina la película con el letrero de "FIN".
En una escena extra se muestra al alcalde aun navegando en el océano, flotando en el agua tras haberse comido su bote.

## Reparto
- Bill Hader como Flint Lockwood, un joven inventor y el protagonista principal de la historia. Está enamorado de Sam.
- Anna Faris como Samantha "Sam" Sparks, el interés amoroso de Flint.
- James Caan como Tim Lockwood, el padre de Flint.
- Bruce Campbell como el alcalde de Isla Maquecua Bocado, el alcalde de Isla Bocado y el antagonista principal de la película (es egoísta, no necesariamente malo). Él odia ser el alcalde de un pueblo tan pequeño y hace lo que puede para atraer turistas.[1]
- Neil Patrick Harris como Steve, el mono mascota de Flint que puede comunicarse a través de un traductor animal que Flint inventó.
- Andy Samberg como "Gallina" (antes "Baby") Brent, la mascota de la celebridad de Sardinas de Baby Brent y el burlón de la infancia de Flint, siempre se mete con él.
- Mr. T como Earl Devereaux, el policía y el padre de Cal.
- Bobb'e J. Thompson como Cal Devereaux, hijo de Earl, el "cool".
- Benjamin Bratt como Manny, el camarógrafo Guatemalteco de Sam y el exmédico, humorista, y copiloto.
- Al Roker como Patrick Patrickson, el presentador de las noticias donde trabaja Sam.
- Will Forte como Joe Towne, un ciudadano de Isla Masca Bocado.
- Lauren Graham como Fran Lockwood, la difunta madre de Flint.

## Doblaje
| México - Erick Elías: Flint Lockwood - Ana Layevska: Sam Chispas - Octavio Rojas: Tim Lockwood - Óscar Flores: Baby Brent - Alejandro Mayén: Alcalde Shelboum - Sebastián Llapur: Earl Devereaux - Isabel Martiñón: Cal Devoró - Raúl Anaya: Manny - Xóchitl Ugarte: Fran Loco - Irving Corona: Flint (niño) - Víctor Ugarte: Steve - Arturo Mercado Jr.: Patrick Patrickson - Ricardo Tejedo: Joe Towne Voces adicionales: \| - Marcel Carré - Óscar Galván - Germán Fabregat - Gabriela Garay - Nanny Questa - Ismael Mondragón - Iván Rodríguez - Juan Carlos Tinoco - Héctor Cuevas - Veranía Ortiz - Itzel Mendoza - Ricardo Mendoza, Jr. \| - Andoni Sánchez - Monserrat Mendoza - Ruth Toscano - Catalina Múzquiz - Magdalena Tenorio - Gaby Ugarte - Lizette García - Mariana Ortiz - Héctor Moreno - José Luis Miranda - Pablo Sosa - Juan Carlos Malanche - Rodrigo Carralero - Raymundo Armijo \| Créditos técnicos - Estudio de Doblaje: New Art Dub, México, D. F. - Director de Doblaje: Xóchitl Ugarte - Traductor: Nora Gutiérrez - Productor de Doblaje: Magdalena Questa - Gerente de Producción: Gabriela Garay - Grabación de Diálogos: Iván Rodríguez - Edición de Diálogos: Ismael Mondragón | España - Flipy como Flint Lockwood. - Isabel Valls como Sam Sparks. - Jordi Royo como Tim Lockwood. - Aleix Estadella como "Baby" Brent. - Alfonso Vallés como Earl Devereaux. - Pedro Torrabadella como Flint niño. - Javier Viñas como Alcalde Shelbourne. - Xavier Fernández como Patrick Patrickson. - Pablo Gómez como Steve. |
| - Marcel Carré - Óscar Galván - Germán Fabregat - Gabriela Garay - Nanny Questa - Ismael Mondragón - Iván Rodríguez - Juan Carlos Tinoco - Héctor Cuevas - Veranía Ortiz - Itzel Mendoza - Ricardo Mendoza, Jr. | - Andoni Sánchez - Monserrat Mendoza - Ruth Toscano - Catalina Múzquiz - Magdalena Tenorio - Gaby Ugarte - Lizette García - Mariana Ortiz - Héctor Moreno - José Luis Miranda - Pablo Sosa - Juan Carlos Malanche - Rodrigo Carralero - Raymundo Armijo                                                                            |

## Recepción

### Recepción de críticos
La película ha recibido comentarios muy favorables de los críticos. Rotten Tomatoes informó que el 86% de los críticos dio comentarios positivos sobre la base de 143 comentarios con una puntuación media de 7.3/10. En Metacritic que usa reseñas de críticos profesionales, dio a la película una calificación de aprobación del 66% basado en 22 comentarios.

## Premios y nominaciones
| Premio                | Categoría                                            | Receptor                       | Resultado |
| --------------------- | ---------------------------------------------------- | ------------------------------ | --------- |
| Premios Globo de Oro  | Anexo: Globo de Oro a la mejor película de animación | Lluvia de Hamburguesas         | Nominada  |
| Premios Annie         | Mejor película                                       | Lluvia de Hamburguesas         | Nominada  |
| Premios Annie         | Mejor dirección                                      | Christopher Miller y Phil Lord | Nominados |
| Premios Annie         | Mejor guion                                          | Christopher Miller y Phil Lord | Nominados |
| Premios Annie         | Mejores efectos animados                             | Tom Kluyskens                  | Nominado  |
| Satellite Awards      | Mejor largometraje de animación                      | Lluvia de Hamburguesas         | Nominado  |
| Critics Choice Awards | Mejor largometraje de animación                      | Lluvia de Hamburguesas         | Nominado  |

Ernest Hardy, de LA Weekly dijo de la película "es inteligente, perspicaz en una serie de dinámicas de relación, y lleno de acción." Hardy también alogió los efectos 3-D que "son maravillosos, llenos de ingeniosos gags visuales que juegan a cabo tanto en centro de la pantalla ..." Michael Phillips de At the Movies del Chicago Tribune dio a la película una reseña mixta diciendo que "Alocado no es siempre igual a divertido, y el gigantismo de este 3-D que ofrece pone un freno al disfrute. Pero: Esta película no fue hecha ni para ti, ni para mí. Se hizo para niños de 9 años peligrosamente fáciles de distraer".

### Taquilla
Cloudy with a chance of meatballs tuvo un notable éxito en taquilla, llegando a recaudar $ 8.137.358 dólares en su viernes de estreno, situándose en el # 1 en la taquilla. y un total de 30.304.648 dólares para el primer fin de semana, lo que le dio a la película el # 1 en taquilla en su fin de semana.

## Banda sonora
El 3 de septiembre de 2009, Miranda Cosgrove participó en el sencillo: "Raining Sunshine", de la banda sonora de la película “Cloudy With a Chance of Meatballs” (en español: “Nublado con Posibilidades de Albóndigas”). Filme presenta la canción al final, en la sección de créditos.
El 15 de septiembre de 2009, la banda sonora de la película salió a la venta con la composición musical de Mark Mothersbough, y dos pistas de las canciones que aparecen en la película. En la película aparece la canción "Sirius" por The Alan Parsons Project, pero no fue incluida en el álbum de la banda sonora.
La versión japonaise fait jouer "Rainbow Forecast" de Shoko Nakagawa au générique de fin.·

### Lista de temas
- "Don't Stop Believin" - Lluvia de Albóndigas Cast
- "Raining Sunshine" - Miranda Cosgrove
- "Sunshine, Lollipops and Rainbows" - Lesley Gore
- "Luchar contra el sistema" - Public Enemy
- "Cualquier manera que usted quiere" - Viaje
- "Sirius" - The Alan Parsons Project
- "Promises" - Trevor Rabin
- "Run This Town" - Lluvia de Albóndigas Cast
- "Tap, tap, tap (versión de escritura a mano sin cantar)" - Lluvia de Albóndigas Cast
- "I Gotta Feeling" - The Black Eyed Peas (ft. David Guetta)
- "Under Pressure (Ice Ice Baby)" - Lluvia de Albóndigas Cast
- "El Show en vivo de Medley (Don't Stop Believin"/ Run This Town / Tap, tap, tap / I Gotta Feeling / Under pressure (Ice Ice Baby) / Run this Town)"- Lluvia de Albóndigas Cast

## Videojuego
Ubisoft anunció un juego basado en la película y fue lanzado para las plataformas de PlayStation 3, Xbox 360, Wii, Nintendo DS y PlayStation Portable el 15 de septiembre de 2009.

## Parodias
Los guionistas de la película han decidido hacer un homenaje a películas de catástrofes como: Twister, Armageddon, Independence Day, The Day After Tomorrow y La venganza de los Sith (cuando los ositos de gominola dañan el coche volador igual que en el inicio de la película de George Lucas). Los guionistas han hecho ese homenaje parodiando algunas escenas de las películas.

## Logo
Esta fue la primera película de Columbia Pictures / Sony Pictures Animation que tiene una secuencia del logo de Columbia Pictures modificada. Después de que el logotipo se muestra, un plátano cae encima de la mujer con la antorcha y la tumba del logo. Durante la secuencia de logo de Sony Pictures, unas nubes oscuras (haciendo referencia al título en inglés "nublado") cubren y disipan el logo de la vista.

## En DVD y CD
Se lanzó en DVD y Blu-ray el 10 de febrero de 2010. También en Blu-ray 3-D el 13 de julio de 2010.